# Xihu
Xihu léase Si-Jú (en chino simplificado, 西湖区; pinyin, Xīhú qū) es un distrito urbano bajo la administración directa de la Subprefectura de Hangzhou. Se ubica en la provincia de Zhejiang, este de la República Popular China. Su área es de 309 km² y su población total para 2018 fue más de 800 mil habitantes.

## Administración
El distrito de Xihu se divide en 12 pueblos que se administran en 10 subdistritos y 2 poblados.